# فریلند بای دویچلندسبرگ
فریلند بای دویچلندسبرگ (به آلمانی: Freiland bei Deutschlandsberg) یک منطقهٔ مسکونی در اتریش است که در دویچلندسبرگ واقع شده‌است. فریلند بای دویچلندسبرگ ۱۰٫۲۷ کیلومتر مربع مساحت دارد ۸۴۷ متر بالاتر از سطح دریا واقع شده‌است.